# Just a Fool
"Just a Fool" é uma canção da cantora norte-americana Christina Aguilera, gravada para seu sétimo álbum de estúdio Lotus (2012). Conta com a participação do seu compatriota Blake Shelton. Foi composta por Wayne Hector, Steve Robson e Claude Kelly, sendo produzida pelos dois últimos com o auxílio da própria artista ao produzirem os vocais contidos na obra. A faixa foi enviada para as rádios norte-americanas através da gravadora RCA Records em 4 de dezembro de 2012, servindo como o segundo single do projeto. "Just a Fool" é um tema de country pop que coloca ambos os cantores discutindo sobre a dor do término de um relacionamento.
Após o seu lançamento, a obra foi recebida com opiniões positivas da crítica especializada, onde elogiaram sua produção juntamente a suas letras, destacando que o seu refrão a tornava "épica". Comercialmente, não conseguiu obter sucesso nas tabelas musicais, alcançando apenas a 71ª colocação na Billboard Hot 100 dos Estados Unidos. Até setembro de 2014, a faixa havia vendido mais de 802 mil cópias digitais apenas em território norte-americano, de acordo com a Nielsen Soundscan. Com pouca divulgação, Aguilera e Shelton apresentaram "Just a Fool" na terceira temporada do reality show The Voice e no The Ellen DeGeneres Show.

## Antecedentes e lançamento
Após o lançamento de seu sexto álbum de estúdio, Bionic (2010), que obteve um desempenho moderado mundialmenteAguilera entrou com pedido de divórcio de seu marido Jordan Bratman e estrelou ao lado de Cher em seu primeiro filme, Burlesque, gravando ainda uma trilha sonora para o acompanhar.Mais tarde, ela se tornou treinadora vocal e mentora do reality show The Voice,aparecendo ainda como artista convidada no single da banda Maroon 5, "Moves like Jagger", que ocupou por quatro semanas a liderança da Billboard Hot 100,tendo vendido mais de 14.4 milhões de unidades a nível mundial.Na sequência destes acontecimentos, Aguilera anunciou que tinha planos para iniciar a produção de seu sétimo disco, afirmando que queria canções "pessoais" e de alta qualidade para o projeto.Em relação à direção criativa, ela revelou que o álbum seria um ponto culminante de tudo que ela já havia passado.Christina ainda disse que "estava abraçando diversas coisas diferentes para se sentir bem, expressiva e vulnerável",afirmando que seu projeto seria sobre "expressão e liberdade" por conta dos problemas pessoais que ela havia superado nos últimos anos.
Falando sobre seu novo material durante uma entrevista ao programa The Tonight Show with Jay Leno em 2012, Aguilera comentou que o processo de gravação estava lhe tomando muito tempo, pois não "gosta de só pegar músicas de produtores e cantar, gosta de que seja tudo fruto de algo pessoal".Na entrevista, ela ainda definiu seu novo disco como "animado, divertido, emocionante e introspectivo".Após o lançamento de Lotus, "Just a Fool" conseguiu estrear na Billboard Hot 100, o que levou a RCA Records anuncia-la como a segunda música de trabalho para a promoção do projeto, seguindo "Your Body".Em 4 de dezembro de 2012, a gravadora lançou a faixa para as rádios contemporary e adult contemporary, ambas dos Estados Unidos.

## Desenvolvimento
Christina Aguilera e Blake Shelton servem como treinadores vocais e mentores do talent show The Voice, que vai ao ar desde 2011 pela NBC.Desde então, ambos os cantores se tornaram muito amigos. Durante uma entrevista, Aguilera disse: "Ele [Shelton] é meu irmão mais velho, eu sou mais próxima a ele do que os outros [mentores]. Blake é ótimo, ele é muito divertido e provavelmente o mais brincalhão da terra. Ele tem um grande coração".Toda a ideia de formar um dueto entre eles surgiu quando Christina cantou um trecho da música "Hillbilly Bone" de Shelton durante o The Voice.Blake twittou que ele estava "sem palavras" devido a performance da cantora, e ela então o respondeu de volta: "Agora temos que nos juntar para um dueto country, Blake!".Em entrevista a revista Rolling Stone, Aguilera comentou sobre a parceria com seus colegas:

Eu sou uma pessoa que adora colaborar. Adoro me alimentar de energia nova e criativa, isso me faz melhor. Estou em um caminho contínuo, tanto pessoal quanto profissional. Tudo que acontece ao meu redor é o meu objetivo de melhorar a mim mesma como uma pessoa e artista, e no The Voice um dos fatores que contribuem para isso são os meus companheiros, são grandes amigos. É divertido colaborar com eles neste momento.

Em 16 de outubro de 2012, foi anunciado que o dueto entre os cantores se chamaria "Just a Fool" e que a faixa faria parte do quinto projeto de Aguilera, Lotus.De acordo com Steve Robson – o principal compositor da faixa –, "Just a Fool" foi inicialmente gravado pela cantora P!nk, porém, mais tarde, foi entregue a Adam Lambert para seu segundo álbum de estúdio.Finalmente, o tema chegou a Aguilera e Shelton após ela ser descartada do álbum de Lambert, Trespassing (2012), no "último minuto".

## Estilo musical e letra
"Just a Fool" é uma canção de baixo tempo que incorpora estilos musicais de country popcom influências de pop rockcom duração de quatro minutos e treze segundos (4:13), produzida por Steve Robson, Claude Kelly e a própria Aguilera.A sua gravação foi feita em 2012 nos estúdios Northern Sky Music em Londres, enquanto seus vocais foram editados nos estúdios The Red Lips Room em Beverly Hills e Luminous Sound em Dallas.Sua composição foi construída através de guitarras, violinos, violoncelos e teclados, sendo iniciada por riffs de guitarra.De acordo com Chris Youne do 4Music, a obra pode ser descrita como uma faixa de "pop rock-country".
De acordo com a partitura publicada pela Universal Music Publishing Group, a música é definida no tempo de assinatura baixo com um metrônomo de 56 batidas por minuto.Composta na chave de sol maior com o alcance vocal que vai desde a nota baixa de ré para a nota alta de mi.Escrita por Robson, Kelly e Wayne Hector, o tema fala sobre a dor do fim de um relacionamento.Aguilera canta o primeiro verso dizendo que está sozinha em um bar a noite toda, cantando: "Mais uma dose de whisky por favor, garçom. Continue trazendo até que eu não me lembre de mais nada".No segundo verso, Blake canta com uma voz mais rouca e os dois se unem para completar o refrão.De acordo com Robert Cospey da Digital Spy, seu refrão é repleto de melancolia e que foi uma boa ideia deixa-la para o final do disco.

## Recepção crítica
Após o seu lançamento, "Just a Fool" foi recebido com opiniões positivas da crítica especializada. Chris Younie do 4Music elogiou seu tema lírico e a produção feita, escrevendo: "É madura, sofisticada e diferente de tudo que ouvimos em todo álbum. Se você quer variedade, você vai gostar".Andre Hammp da Billboard também foi positivo quanto a obra, comentando que a mesma tem um refrão "épico" que nos "faz aumentar o volume da música".Glenn Gamboa do jornal Newsday foi ainda mais positiva, destacando que Aguilera e Shelton "esvaziam seus corações partidos com uma canção de término magnifica".Ela ainda afirmou que "Just a Fool" poderia ser nomeada como a canção de assinatura da carreira de Christina, ao lado de "Beautiful".Mike Wass do Idolator chamou o single de "uma linda balada country",enquanto o jornalista Jon Caramanica do The New York Times a descreveu como um "dueto surpreendentemente quente".Robert Copsey do Digital Spy comentou que o tema se diferencia de outras baladas country que são "obrigatoriamente tristes".
Sarah Godfrey do The Washington Post chamou a faixa de uma "peça country simples",enquanto Stephen Thomas Erlewine do Allmusic notou que era um "processo lento da ida de Aguilera para o blues".Christina Garibaldi da MTV News elogiou os vocais "suaves" de Shelton na "balada destruidora de corações", que se encaixa perfeitamente com os "vocais fortes" de Aguilera.Para Melinda Newman do HitFix, a produção de "Just a Fool" se parece com as feita por Linda Perry, notando ainda que os vocais de Shelton o torna o "parceiro perfeito" para Aguilera na canção.Jim Farber do Daily News providenciou a obra uma revisão mista, escrevendo que "enquanto Shelton canta com suavidade, Aguilera quase o sufoca vocalmente", e ainda observou que sua produção tinha um "toque genuíno da música soul".Negativamente, Sal Cinquemani da Slant Magazine a chamou de "um dueto fora do lugar de Blake",enquanto Annie Zaleskie do The A.V. Club a criticou pela sua "sonoridade exagerada".

## Divulgação e outras versões

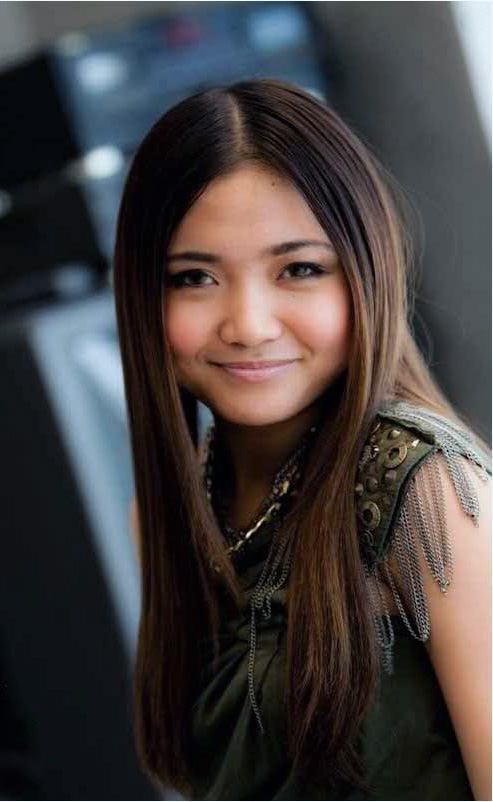
Charice (foto) cantou uma versão da faixa no programa Kris TV.

Em 19 de novembro de 2012, Aguilera e Shelton cantaram "Just a Fool" pela primeira vez na terceira temporada do talent show The Voice, uma competição musical americana em que ambos os cantores atuam como treinadores vocais e mentores.Vestidos com roupas "semi casuais", a dupla cantou o primeiro verso em lados opostos do palco e depois se reuniram no meio do mesmo e dividiram o refrão da faixa.Durante a atuação, os dois artistas ficavam cercados pelo público do programa, terminando a apresentação com um abraço.Caila Ball do Idolator escreveu sobre a performance: "Foi uma noite de atuações estrelares, impulsionada ainda pelos treinadores Blake e Christina que fizeram a estreia mundial de 'Just a Fool'".Ela continuou elogiando o desempenho dos cantores, comentando: "Foi um desempenho agradável e despojado para 'Legendtina' – que estranhamente subiu ao palco vestida com jeans – enquanto Blake parecia desconfortável por estar em cima de um palco sem um violão e um banquinho".
Em 7 de dezembro de 2012, Aguilera e Shelton voltaram a atuar "Just a Fool" ao vivo, desta vez durante o programa The Ellen DeGeneres Show.Sam Lansky do Idolator elogiou a apresentação, escrevendo que além de "tipicamente dramática", os cantores estavam "espetaculares" com a ajuda de um "ótimo som" do programa.Na semifinal da décima segunda temporada do reality show American Idol, o concorrente Paul Jolley escolheu a obra para cantar e concorrer a uma vaga na final do programa.Em 7 de maio de 2013, a cantora filipina Charice, ao lado de sua companheira Alyssa Quijano, apresentaram uma versão cover da canção durante o show Kris TV, que vai ao ar pelo canal filipino ABS-CBN.

## Desempenho nas tabelas musicais
Após o lançamento do disco, a faixa conseguiu entrar no 92º lugar da Billboard Hot 100 dos Estados Unidos.Na semana seguinte, o tema subiu para a 71ª colocação, tornando-se sua posição de pico.Até agosto de 2014, "Just a Fool" havia vendido mais de 802 mil cópias nos Estados Unidos, de acordo com a Nielsen Soundscan.

### Posições
| Tabela musical (2012-13)              | Melhor posição |
| ------------------------------------- | -------------- |
| Canadá (Canadian Hot 100)             | 37             |
| Eslováquia (IFPI Slovenská Republika) | 45             |
| Estados Unidos (Billboard Hot 100)    | 71             |
| Estados Unidos (Adult Pop Songs)      | 28             |
| Estados Unidos (Adult Contemporary)   | 23             |
| Islândia (Tónlist)                    | 4              |
| Ucrânia (Ukraine Singles Charts)      | 1              |

## Créditos
Todo o processo de elaboração da canção atribui os seguintes créditos pessoais:
Gravação
- Gravado nos estúdios Northern Sky Music em Londres, na Inglaterra.
- Vocais editados no The Red Lips Room em Beverly Hills, na Califórnia (vocais de Aguilera); Luminous Sound em Dallas, no Texas (vocais de Blake).

Pessoal
| - Christina Aguilera - vocalista principal, produção; - Blake Shelton - artista convidado; - Steve Robson - composição, produção, programação, teclado, arranjo, guitarra; - Claude Kelly - composição, produção; - Wayne Hector - composição; - Pete Whitfield - arranjo, violino; - Luke Potashnick - guitarra; | - Oscar Ramirez - gravação; - Alex Stemp - violino; - Simon Turner - violoncelo; - Sarah Brandwood-Spencer - violino; - Sam Miller - gravação; - Ruth Owens - violoncelo; - Julian Cole - violino; |

## Histórico de lançamento
| País(es)       | Data(s)               | Formato(s)               | Ref.   |
| -------------- | --------------------- | ------------------------ | ------ |
| Estados Unidos | 4 de dezembro de 2012 | Rádio contemporary       | [ 9 ]  |
| Estados Unidos | 4 de dezembro de 2012 | Rádio adult contemporary | [ 10 ] |